# Мака (селище)
Ма́ка (рос. Мака) — селище у складі Талицького міського округу Свердловської області.
Населення — 107 осіб (2010, 147 у 2002).
Національний склад станом на 2002 рік: росіяни — 88 %.